# Puendeluna
Puendeluna – gmina w Hiszpanii, w prowincji Saragossa, w Aragonii, o powierzchni 9,88 km². W 2011 roku gmina liczyła 63 mieszkańców.